# Tinamou curvirostre
Nothoprocta curvirostris
Espèce
Statut de conservation UICN

 LC  : Préoccupation mineure
Le Tinamou curvirostre (Nothoprocta curvirostris) est une espèce d'oiseaux de la famille des Tinamidae.

## Répartition et sous-espèces
Selon la classification de référence du Congrès ornithologique international (15.1, 2025) il se répartit en sept sous-espèces (ordre phylogénique) :
- Nothoprocta curvirostris curvirostris Sclater, PL & Salvin, 1873 — du centre de l'Équateur au nord du Pérou ;
- Nothoprocta curvirostris peruviana Taczanowski, 1886 — nord et centre du Pérou.